# Michael Donhauser
Micheal Donhauser (Vaduz, 27 ottobre 1956) è un poeta, scrittore e traduttore liechtensteinese con cittadinanza austriaca, autore di liriche in cui la descrizione della natura ha un ruolo principale.

## Biografia
Micheal Donhauser è nato il 27 ottobre 1956 a Vaduz, capitale del Liechtenstein in cui è cresciuto. 
Nel 1976, all'età di circa 20 anni, si è trasferito a Vienna per studiare letteratura francese e tedesca, laureandosi con una tesi dal titolo Le traduzioni tedesche di Les Fleurs du Mal di Charles Baudelaire. Conclusi gli studi universitari, ha continuato a vivere a Vienna, lavorando come autore freelance. Attualmente risiede e lavora tra Vaduz e Vienna. 

### Carriera
Il suo esordio letterario è avvenuto nel 1986, con la pubblicazione di Der Holunder, una raccolta di poesie in prosa. Nella sua attività di traduttore, ha tradotto dal francese le opere di Arthur Rimbaud e di Francis Ponge. Nel 1994, con il libro La nuova vita (titolo originale Das neue Leben), ha scritto dell'antico e tradizionale componimento poetico haiku.
Tra le sue opere la più conosciuta è probabilmente la raccolta poetica I canti più belli (titolo originale Schönste Lieder) pubblicata nel 2007. L'opera è stata pubblicata in Italia nel 2019 nella collana I poeti di Smerilliana, con prefazione e traduzione dal tedesco di Gio Batta Bucciol.
Per la sua prolifica attività di poeta ha ricevuto molti riconoscimenti letterari, primo dei quali il Premio Gabriel Rheinberger, dedicato al famoso compositore liechtensteinese, nel 1988.

## Tematiche
Nelle composizioni poetiche di Michael Donhauser la natura e la descrizione del paesaggio assumono un ruolo principale. Le nitide e profonde descrizioni dell'ambiente circostante e delle stagioni si mischiano agli stati d'animo dell'autore, descrivendo emozioni e sensazioni come la felicità, la malinconia, il dolore, l'ebbrezza, la tristezza o l'amore. I verbi e le parole che caratterizzano il linguaggio poetico dell'autore richiamano alle azioni e alle caratteristiche della natura, come il fruscio delle foglie o il profumo dei frutti primaverili. In alcune composizioni poetiche, l'autore mischia elementi della natura con nomi che richiamano al moderno ambiente urbano e le sue poesie sono caratterizzate da un ritmo calmo e lento. 
Michael Donhauser scrive soprattutto poesie in prosa, un tipo di poesia scritta in forma di prosa anziché in versi, che venne utilizzato anche da Rimbaud e che ha lo scopo di far esaltare determinate qualità poetiche come, nel caso di Donhauser, gli stati d'animo e le percezioni visive e uditive che si hanno nella natura. 
Infine, nelle forme poetiche da lui utilizzate, è molto usata quella del Dinggedicht, conosciuta soprattutto grazie a Rainer Maria Rilke.

## Opere
- Der Holunder, poesie in prosa (Droschl Editore, Graz, 1986)
- Edgar (Residenz Editore, Salisburgo, 1987)
- Die Wörtlichkeit der Quitte, poesie in prosa (Droschl Editore, Graz, Residenz Verlag, 1990)
- Dich noch und. Liebes und Lobgedichte, raccolta poetica (Salisburgo, 1991)
- Von den Dingen, poesie in prosa (Hanser Editore, Monaco di Baviera, 1993)
- Das neue Leben (Salisburgo, 1994)
- Livia oder Die Reise, romanzo (Salisburgo, Residenz Editore, 1996)
- Sarganserland, raccolta poetica (Basilea, 1998)
- Arthur Rimbaud: Die späten Verse (Basilea, Urs Engler Editore, 1998)
- Die Gärten, prosa (Basilea, Urs Engler Editore, 2000)
- Die Elster (Vienna, 2002)
- Die Hecke Der Abend (Warmbronn, 2002)
- Siebzehn Dipticen in Prosa (Warmbronn, 2002)
- Venedig: Oktober, (Heidelberg, 2003)
- Vom Schnee, prosa (Urs Engler Editore, Basilea, 2003)
- Vom Sehen, prosa (Urs Engeler Editore, Basilea, 2004)
- Ich habe lange nicht doch nur an dich gedacht, raccolta poetica (Urs Engeler Editore, Basilea, 2005)
- Schönste Lieder (Urs Engeler Editore, Basilea, 2007)
- Edgar und die anderen (Urs Engeler Editore, Basilea, 2008)
- Nahe der Neige (Urs Engeler Editore, Basilea, 2009)
- Variationen in Prosa. Variationeen in März (Matthes & Seitz, Berlino, 2013)
- Waldwand. Eine Paraphrase (Matthes & Seitz, Berlino, 2016)
- Schönste Lieder. Einsame Fuge (Böttger Editore, Bonn, 2019)

## Riconoscimenti
- Premio Gabriel Rheinberger (1988)
- Premio Manoscritto (1990)
- Premio per la poesia Christine Lavant (1994)
- Premio Künstlerhaus Edenkoben (2000)
- Premio per la poesia Mondseer (2001)
- Premio Christian Wagner (2002)
- Premio per la poesia Merano (2003)
- Premio per la poesia Ernst Jandl (2005)
- Premio Georg Trakl per la poesia (2009)
- Premio promozionale Heimrad Bäcker (2019)[4]
- Premio "Nuovo testo" per la saggistica Heimrad Bäcker (2019)